# Drapetis fumipennis
Drapetis fumipennis är en tvåvingeart som beskrevs av Gabriel Strobl 1906. Drapetis fumipennis ingår i släktet Drapetis och familjen puckeldansflugor. Inga underarter finns listade i Catalogue of Life.